# 田中優介
田中優介（たなか　ゆうすけ、1984年9月22日 - ）は、2018年現在トップチャレンジリーグ近鉄ライナーズに所属するラグビー選手。

## プロフィール
- 神奈川県出身
- 身長: 185cm　体重: 97kg
- ポジションはウィング(WTB)またはセンター(CTB)。
- ニックネームは「ムサシ」。
- 試合では白いヘッドギアをよく着用している。

## 経歴
- 麻生ラグビースクールで6歳からラグビーを始める。
- 2000年: 目黒高校（現目黒学院高校）入学。
- 2003年: 専修大学入学。専修大学ラグビー部入部。
- 2007年: 近畿日本鉄道入社。現在まで近鉄ライナーズに所属。